# منظمة كرة الشاطئ العالمية

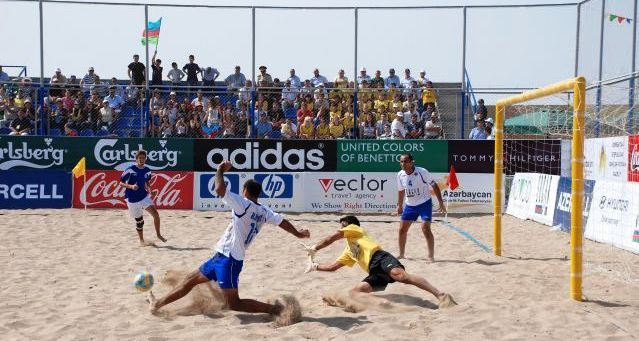

منظمة كرة الشاطئ العالمية (بالإنجليزية: Beach Soccer Worldwide)‏ وتعرف اختصاراً باسم (بالإنجليزية: BSWW)‏ هي منظمة منظمة رياضية دولية، تأسست في 1992 و يقع مقرها في مدينة برشلونة الإسبانية. وهي المنظمة المسؤولة عن إنشاء ونمو رياضة كرة القدم الشاطئية والتي اشتقت من رياضة كرة القدم. قام الأعضاء المؤسسون لمنظمة بتدوين قواعد كرة القدم الشاطئية في عام 1992. تم تأسيس المنظمة بشكلها وتنظيمها الحالي في عام 2001، حيث أصبحت منذ ذلك المؤسسة الوحيدة التي تهدف لتطوير الرياضة وتنظيم مسابقات كرة القدم الشاطئية الدولية في جميع أنحاء العالم، مع اهتمام مركز على الفرق الوطنية.
إعترفت العديد من المؤسسات الرياضية يدور المؤسسة الفعال في إرساء قواعد كرة القدم الشاطئية، ونشر وتطوير الرياضة في جميع أنحاء العالم، مما لفت انتباه الاتحاد الدولي لكرة القدم. في عام 2005، وبعد التطور الرهيب والسريع في رياضة كرة القدم الشاطئية، أجبر الاتحاد الدولي لكرة القدم على تبني هذه الرياضة وحعل نفسه مسؤولاً عنها أسوة بباقي رياضات كرة القدم. حيث اعترف الفيفا بإطار عمل منظمة كرة الشاطئ العالمية، وجعل قواعدها التي تم تدوينها في عام 1992، هي القوانين الرسمية لكرة القدم الشاطئية.
أسست منظمة كرة الشاطئ العالمية شراكة مؤسسوها أيضًا بطولة العالم لكرة القدم الشاطئية ؛ أنشأت شركة BSWW شراكة مع الاتحاد الدولي لكرة القدم نتج عنها بما تسمى فيفا كرة قدم الشاطئية (بالإنجليزية: FIFA Beach Soccer SL)‏، فمنذ عام 2005، يقوم الفيفا بتنظيم كأس العالم لكرة القدم الشاطئية، وهي البطولة الوحيدة التي لا تملك BSWW يدًا في تنظيمها.